# Ulrich Hirsch

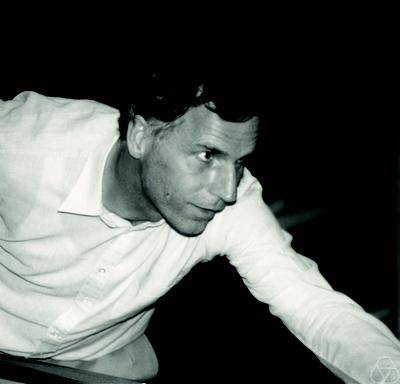
Ulrich Hirsch

Ulrich Hirsch (* 15. April 1943; † 30. April 2005) war ein deutscher Mathematiker.
Er promovierte 1972 an der Universität Düsseldorf mit der Arbeit Offene simpliziale Abbildungen auf Sn und war bis zu seinem Tod als Professor an der Universität Bielefeld tätig.
Ulrich Hirsch arbeitete insbesondere auf dem Gebiet der Blätterungen. Er gehörte zu den wichtigsten Vertretern dieses Forschungsbereiches in Deutschland. Ab Mitte der 1990er Jahre beschäftigte er sich zunehmend auch mit praktischen Anwendungen der Mathematik und war zunächst Berater in einer Personalberatung, dann Geschäftsführer einer Unternehmensberatung.

## Publikationen
- Offene simpliziale Abbildungen auf Sn. (Dissertation), Heinrich-Heine-Universität Düsseldorf, 1972
- Gilbert Hector, Ulrich Hirsch: Introduction to the geometry of foliations. Vieweg, Wiesbaden 1981 und 1983.
- mit Gunter Dueck (Hrsg.): Management by Mathematics. Erfahrungen und Erfolge von Executives und Politikern. Vieweg, Wiesbaden 2003.